# Eduardo Álvarez Aznar
Eduardo Álvarez Aznar (né le 1er janvier 1984) est un cavalier espagnol de saut d'obstacles.

## Biographie
Originaire de Madrid, il est le fils du cavalier olympique espagnol Luis Antonio Álvarez Cervera. Il déclare que son père a eu une influence prépondérante sur sa carrière sportive ; il est aussi un grand admirateur de Rafa Nadal.
Il participe aux Jeux olympiques de Rio en 2016. Il se fracture la clavicule après une chute de cheval en 2021, ce qui le prive de sa participation aux Jeux olympiques d'été de 2020 tenus en 2021 à Tokyo, alors qu'il avait été sélectionné ; il avait déjà subi une telle fracture après un accident de ski en 2012.
Il participe à l'étape Global Champions Tour de Madrid en mai 2024. Il est sélectionné comme titulaire avec son cheval Legend, et comme réserviste avec son vieux cheval Rokfeller de Pléville Bois Margot (19 ans), pour une participation aux Jeux olympiques d'été de 2024 à Paris.
Il est surnommé « Edu ».

## Palmarès
- 2016 : 11e par équipes et 57e en individuel aux Jeux olympiques de Rio[3] ;
- 2018 : 4e lors des Jeux méditerranéens de Barcelone, avec Fidux[1] ;
- novembre 2020 : vainqueur du Grand Prix du CSI2* de Strazeele[6] ;
- mai 2021 : vainqueur du Grand Prix du CSI4* de Grimaud, avec Legend[7] ;

## Chevaux
Il monte un cheval hongre BWP de robe alezane nommé Legend, âgé de dix ans en 2021.
Il a récupéré fin 2021 le cheval Selle français Bentley de Sury, qu'il a vendu en septembre 2023 à la cavalière monégasque Anastasia Nielsen.